# Mohammad Assaf
Mohammad Assaf (ar.:محمد عساف; urodzony 1 września 1989) – palestyński wokalista, zwycięzca arabskiego Idola w 2013. 
Assaf zdobył w Palestynie wyjątkową popularność. Według dziennika Washington Post ulice Gazy "pustoszeją" podczas jego piątkowych i sobotnich programów w telewizji.

## Życiorys
Mohammed Assaf urodził się w Libii, w miejscowości Misrata. Jego rodzice są Palestyńczykami. Mieszkał tam do wieku 4 lat, kiedy to jego rodzina powróciła do Strefy Gazy, gdzie młody Mohammed dorastał w obozie dla uchodźców Khan Younis. Rodzina jego matki pochodzi z wioski Bayt Daras, która była napadnięta i zniszczona przez wojska Izraela w 1948, zaś jego ojciec urodził się w Beershebie (również na terenie Izraela). Ma piątkę rodzeństwa, z czego dwójka jest także zaangażowana w muzykę. 
Assaf uczęszczał do Uniwersytetu Palestyny w Az-Zahra, studiował tam na kierunku media i public relations. Nie uzyskał profesjonalnego wykształcenia muzycznego; swoją karierę rozpoczął od śpiewania na weselach i prywatnych przyjęciach. Zaczął być znany publicznie w 2000, kiedy to wystąpił w popularnym lokalnym programie i zaśpiewał patriotyczną piosenkę; po tym wydarzeniu otrzymał wiele propozycji współpracy z miejscowych wytwórni. Niedługo później wystąpił na koncercie, w którym jednym z widzów był Jasir Arafat.
W 2013 udał się własnym samochodem do Egiptu, by wziąć udział w castingu do arabskiej wersji pogramu Idol. Zajęło mu to dwa dni z powodu problemów na granicy. Mimo że przybył na przesłuchanie za późno, w czasie, gdy ochrona już nikogo nie wpuszczała do środka, Assaf postanowił przeskoczyć mur. Ponieważ nie dostał w ten sposób numeru, nie mógł wziąć udziału w castingu. Usiadł więc na korytarzu i zaczął śpiewać. Usłyszał go inny Palestyńczyk, Ramadan Abu Nahel, i oddał mu własny numerek, tak więc Assaf został przesłuchany przez komisję. Jego występ zakończył się sukcesem - Ragheb Alama z jury nadał mu nawet nick "Asaroukh" (Rakieta). Assaf został również porównany do Abdela Halima Hafeza, jednego z najsłynniejszych arabskich piosenkarzy.
W finale Idola Assaf wykonał utwór "Ali al-kuffiyeh". Jego występ oglądało w telewizji ponad 100 tysięcy Palestyńczyków. 22 czerwca 2013 został ogłoszony zwycięzcą. Jego występ odbił się szerokim echem w Izraelu, Libanie i Jordanii – tysiące Palestyńczyków wyszło na ulice (m.in. Jerozolimy), by uczcić sukces młodego rodaka.